# Пушкино (Сафоновский район)

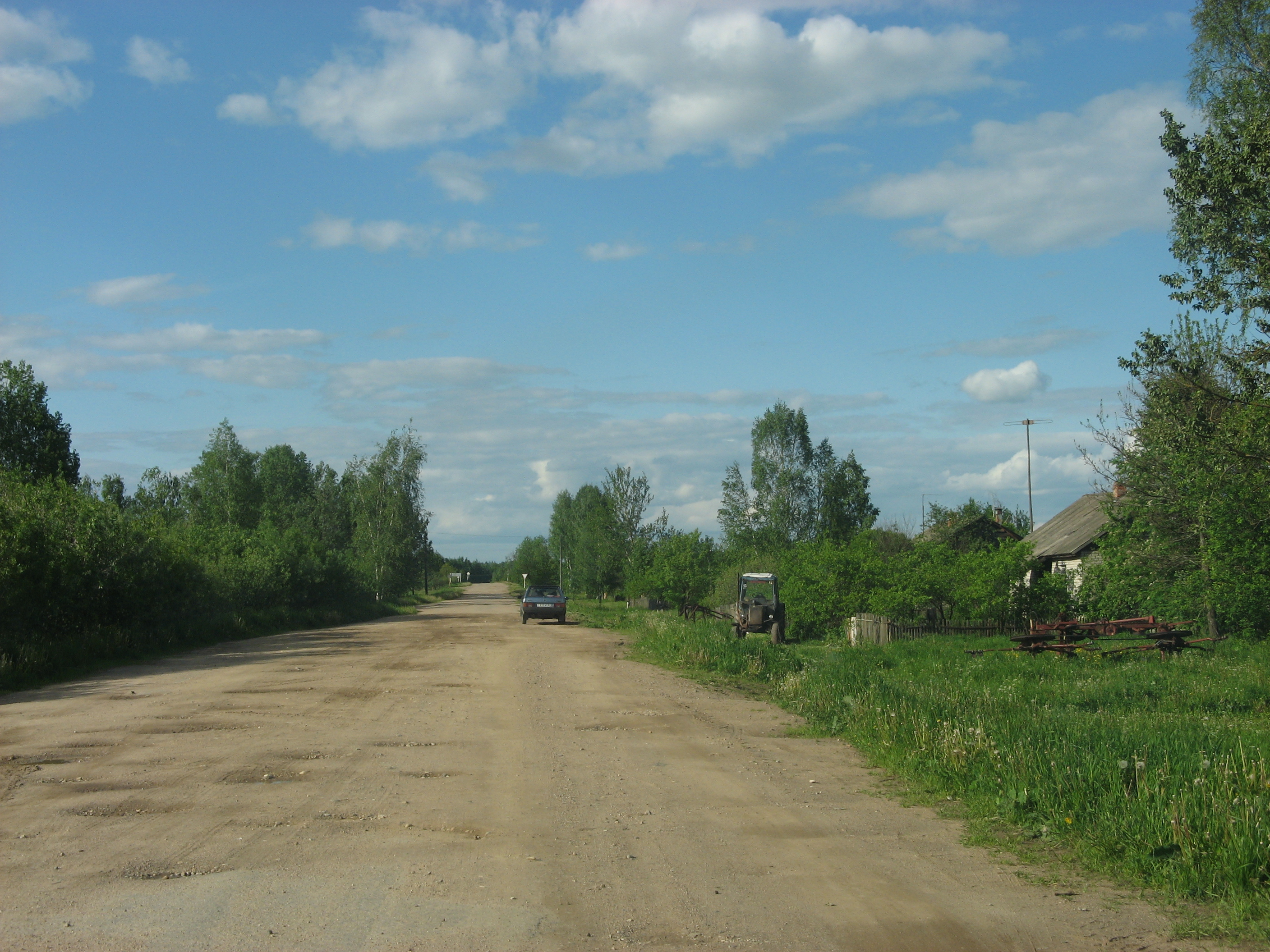
Центральная улица деревни

 Пу́шкино — деревня в Смоленской области России, в Сафоновском районе. Расположена в центральной части области в 11 км к западу от Сафонова, в 4 км к югу от автомагистрали М1 «Беларусь». В 3 км к северу от деревни железнодорожная станция Вышегор на линии Москва — Минск. Административный центр Пушкинского сельского поселения.

## Экономика
Сельскохозяйственное предприятие. На реке Перемча в 1980-х годах был создан рыбопитомник. Больница, средняя школа. Сельхозпредприятие «Надежда», дом культуры.